# Terdzjola (gemeente)
Terdzjola (Georgisch: თერჯოლის მუნიციპალიტეტი, Terjolis moenitsipaliteti) is een gemeente in het westen van Georgië met 28.555 inwoners (2024), gelegen in de regio Imereti. De gelijknamige stad is het bestuurlijk centrum van de gemeente, die een oppervlakte heeft van 357 km². Terdzjola ligt in de oostelijke rand van het Colchis-laagland tussen de rivier de Kvirila en het zuidelijke voorgebergte van het Ratsjagebergte.

## Geschiedenis
Het gebied van het hedendaagse Terdzjola lag eeuwenlang middenin het Koninkrijk Imeretië. In 1810 werd Imeretië door het Russisch Rijk geannexeerd en werd de Russische bestuurlijke indeling geadopteerd. Het vorstendom Imeretië werd Oblast Imeretië, waarbinnen het gebied deel werd van het okroeg Tsjcherski (Чхерский округ, Chkherskiy okrug). In 1840 werd het oblast opgenomen in het gouvernement Georgië-Imeretië en in 1846 werden oost- en west-Georgië weer gescheiden. Het gebied van Terdzjola werd bestuurlijk verspreid over de oejezden (provincies) Koetais en Sjorapan van het gouvernement Koetais.

### Moderne indeling
De huidige bestuurlijke eenheid Terdzjola werd uiteindelijk in 1930 opgericht tijdens de grote bestuurlijke hervormingen binnen de Georgische sovjetrepubliek als rajon (district) Tsjchari (ჩხარის რაიონი, Чхаринский район) met het dorp Tsjchari als districtscentrum. In 1950 veranderde de naam van het district naar Terdzjola en werd de plaats Terdzjola het districtscentrum. Na de onafhankelijkheid van Georgië werd het district in 1995 ingedeeld bij de nieuw gevormde regio (mchare) Imereti, en werd het district in 2006 omgevormd tot gemeente.

## Geografie
Terdzjola ligt in het lage plateauland tussen de zuidwestelijke uitlopers van het Ratsjagebergte en de rivier Kvirila, waar het Colchis-laagland overgaat in het Imereti-hoogland. De Kvirila, die de zuidgrens is met Zestafoni, mondt in de zuidwesthoek van de gemeente uit in de Rioni. Deze tweede grote rivier van Georgië stroomt vanuit het noorden westelijk langs de gemeente door de stad Koetaisi.
Het grootste deel van de gemeente ligt op 200-300 meter boven zeeniveau, met een oplopende hoogte vanaf de Kvirila (120 m) naar het noorden waar de gemeente begrensd wordt door steile karstrichels van het Ratsjagebergte die ongeveer 700 tot 1000 meter hoog zijn. Hier zijn verschillende grotten en rivierkloven te vinden. Deze richels zijn de gemeentegrens met Tkiboeli. Aan de oostkant ligt ten slotte Tsjatoera, waar de kloof van de rivier Boedzja een deel van de grens is.

## Demografie
Begin 2024 telde de gemeente Terdzjola 28.555 inwoners, een daling van 20% ten opzichte van de volkstelling van 2014. Het aantal inwoners in de hoofdplaats Terdzjola nam met 4% toe in dezelfde periode.
| Bevolkingsontwikkeling van de gemeente Terdzjola                        | Bevolkingsontwikkeling van de gemeente Terdzjola | Bevolkingsontwikkeling van de gemeente Terdzjola | Bevolkingsontwikkeling van de gemeente Terdzjola | Bevolkingsontwikkeling van de gemeente Terdzjola | Bevolkingsontwikkeling van de gemeente Terdzjola | Bevolkingsontwikkeling van de gemeente Terdzjola | Bevolkingsontwikkeling van de gemeente Terdzjola | Bevolkingsontwikkeling van de gemeente Terdzjola | Bevolkingsontwikkeling van de gemeente Terdzjola | Bevolkingsontwikkeling van de gemeente Terdzjola | Bevolkingsontwikkeling van de gemeente Terdzjola |
|                                                                         | 1897                                             | 1923                                             | 1939                                             | 1959                                             | 1970                                             | 1979                                             | 1989                                             | 2002                                             | 2014                                             | 2020                                             | 2024                                             |
| ----------------------------------------------------------------------- | ------------------------------------------------ | ------------------------------------------------ | ------------------------------------------------ | ------------------------------------------------ | ------------------------------------------------ | ------------------------------------------------ | ------------------------------------------------ | ------------------------------------------------ | ------------------------------------------------ | ------------------------------------------------ | ------------------------------------------------ |
| Gemeente Terdzjola                                                      | -                                                | -                                                | 33.239                                           | 43.847                                           | 46.438                                           | 44.709                                           | 44.019                                           | 45.496                                           | 35.563                                           | 31.853                                           | 28.555                                           |
| Terdzjola (stad)                                                        | -                                                | 3.753                                            | -                                                | 3.995                                            | 4.752                                            | 5.402                                            | 6.580                                            | 5.489                                            | 4.644                                            | 4.770                                            | 4.818                                            |
| Verantwoording data: Bevolkingsstatistiek Georgië 1897 tot heden. Noot: |                                                  |                                                  |                                                  |                                                  |                                                  |                                                  |                                                  |                                                  |                                                  |                                                  |                                                  |

### Etniciteit en religie
De bevolking van de gemeente was volgens de volkstelling van 2014 vrijwel geheel mono-etnisch Georgisch (99,7%). De belangrijkste etnische minderheden waren enkele tientallen Russen en kleinere aantallen Armeniërs, Azerbeidzjanen, Oekraïners en Osseten. Vrijwel alle inwoners waren volgens de volkstelling Georgisch-Orthodox (99,0%). De enige significante religieuze minderheden waren enkele tientallen moslims en jehova's.

## Administratieve onderverdeling

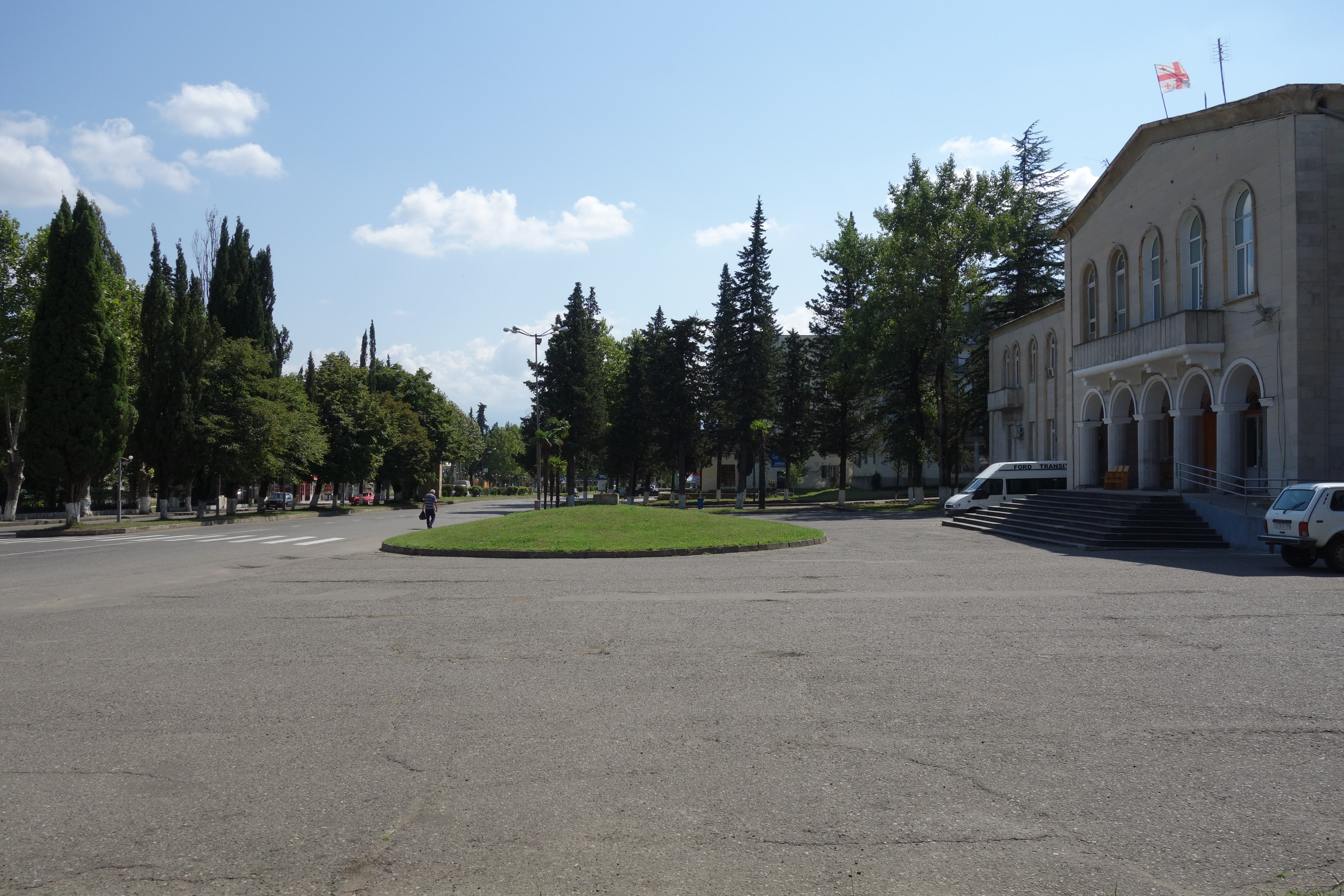
Terdzjola is gemeentelijk centrum

De gemeente Terdzjola is administratief onderverdeeld in 18 gemeenschappen (თემი, temi) met in totaal 45 dorpen (სოფელი, sopeli) en één stad (ქალაქი, kalaki), het bestuurlijk centrum Terdzjola.

## Bestuur
De gemeenteraad van Terdzjola (Georgisch: საკრებულო, sakreboelo) wordt elke vier jaar gekozen in een gemengd kiesstelsel. Een deel wordt via enkelvoudige kiesdistricten gekozen en een deel via evenredige vertegenwoordiging van gesloten partijlijsten, waarvoor een kiesdrempel geldt van drie procent.
| Samenstelling Sakreboelo (zetels per partij) | Samenstelling Sakreboelo (zetels per partij) | Samenstelling Sakreboelo (zetels per partij) | Samenstelling Sakreboelo (zetels per partij) | Samenstelling Sakreboelo (zetels per partij) |
| Partij                                       | Partij                                       | 2014                                         | 2017                                         | 2021                                         |
| -------------------------------------------- | -------------------------------------------- | -------------------------------------------- | -------------------------------------------- | -------------------------------------------- |
|                                              | Georgische Droom (GD)                        | 20                                           | 29                                           | 18                                           |
|                                              | Verenigde Nationale Beweging (UNM)           | 11                                           | 1                                            | 8                                            |
|                                              | Overige partijen                             | 3                                            | 5                                            | 4                                            |
| Totaal                                       | Totaal                                       | 34                                           | 35                                           | 30                                           |

## Bezienswaardigheden
- Navenachevi grotten. De grotten in het karstgesteente van de uitlopers van het Ratsjagebergte werden in 2007 tot natuurmonument verklaard en in 2018 opengesteld voor het publiek.[6] In de grotten zijn stalagmieten en stalactieten te zien.

## Vervoer
De belangrijkste hoofdweg in Georgië, de S1 / E60 (Tbilisi - Zoegdidi - Abchazië), passeert door de gemeente. Het weggedeelte is in de periode 2017-2020 als autosnelweg geopend. Een belangrijke regionale route door de gemeente is de nationale route Sh19 vanaf de S1 snelweg via het gemeentelijk centrum Terdzjola naar Tkiboeli, en de daarop aangesloten Sh102 via de noordoostelijke nederzettingen naar mijnbouwstad Tsjiatoera. In het westen van de gemeente is de Sh204 de toegangsweg vanaf de autosnelweg tot Koetaisi, de derde stad van het land.